# Skytka
Skytka (ukr. Скитка) – wieś na Ukrainie w rejonie lipowieckim, obwodu winnickiego.
Według pamiętników Tadeusza Bobrowskiego dziedzicem Skitki był Marian Bartoszewicki.